# Петуховая
Петуховая — небольшая река на полуострове Камчатка в России. Протекает по территории Усть-Камчатского района Камчатского края. Длина реки — 16 км.
Начинается на северных склонах горы Горбатая, относящейся к Восточному хребту. Течёт в общем северо-западном направлении. Впадает в реку Большая Хапица, в одну из её проток, справа на расстоянии 51 км от устья реки на высоте 54,8 метра над уровнем моря.
По данным государственного водного реестра России, относится к Анадыро-Колымскому бассейновому округу. Код водного объекта — 19070000112120000017800